# Ochrostigma velitaris
Ochrostigma velitaris är en fjärilsart som beskrevs av Hüfnagel. 1767. Ochrostigma velitaris ingår i släktet Ochrostigma och familjen tandspinnare. Inga underarter finns listade i Catalogue of Life.